# Pierwszy Doktor
Pierwszy Doktor (ang. First Doctor) – postać fikcyjna związana z brytyjskim serialem science-fiction pt. Doktor Who, w którą wcielał się William Hartnell. Pierwszy Doktor jest pierwszą, oryginalną inkarnacją Doktora, głównego bohatera serialu. Postać ta pojawiała się regularnie w latach 1963–1966. Aktor ten jednak powraca w 1973 z okazji 10-lecia istnienia serialu w historii The Three Doctors. Hartnell wówczas był w bardzo złym stanie zdrowia, ale scenariusz został tak dopracowany, by aktor nie musiał się zbyt przemęczać. Po śmierci Hartnella w 1975 r. Richard Hurndall zagrał rolę Pierwszego Doktora w specjalnym odcinku na 20-lecie serialu pt.: The Five Doctors. Archiwalny materiał filmowy z Hartnellem użyto w specjalnym odcinku na 50-lecie istnienia Doktora Who, Dzień Doktora, gdzie głosu użyczył John Guilor, a także w odcinku Imię Doktora. Wersja postaci w wieku dziecięcym została pokazana w odcinku Posłuchaj. 18 kwietnia 2017 roku pojawiła się informacja, że w odcinku świątecznym w 2017 roku do roli pierwszego Doktora powróci David Bradley, który wystąpił w tej roli wcześniej w 2013 roku w filmie An Adventure in Space and Time. Postać miała także swoje cameo w odcinku The Doctor Falls.
Kiedy Doktor jest bardzo ranny, może zregenerować swoje ciało, tym samym zmieniając wygląd i cechy osobowości, a Pierwszy Doktor jest „oryginalną” formą Doktora. Wątek ten został stworzony ze względu na zły stan zdrowia Hartnella oraz by móc przedłużyć „żywotność” serialu na wiele lat. Pierwszy Doktor jest najmłodszym Doktorem, mimo że ma wygląd osoby w postarzałym wieku. Jest to wynikiem naturalnego wzrostu lat, jakiemu musiała stawić czoła ta inkarnacja.

## Życiorys
Pierwszy Doktor jest tajemniczą postacią i niewiele o nim wiadomo. Ma wnuczkę, Susan i wiadomo, że pochodzą z innego czasu i miejsca niż ich otoczenie. Posiada on statek kosmiczny o nazwie TARDIS, który przypomina budkę policyjną i jest o wiele większy w środku niż na zewnątrz. Doktor określa siebie i Susan jako „wygnańcy”. Do końca jego „ery” nie było wiadomo, jak nazywa się jego rasa (Władcy Czasu; powiedziano o tym dopiero za czasów Drugiego Doktora) oraz jak się nazywa jego rodzima planeta (Gallifrey; powiedziano o tym dopiero za czasów Trzeciego Doktora). Pierwszy Doktor za swojej kadencji nie użył śrubokrętu sonicznego.
W pierwszym odcinku serialu Doktor porwał dwójkę nauczycieli, Barbarę Wright i Iana Chestertona, którzy badając ogromną inteligencję jego wnuczki, Susan, odkryli TARDIS.
Za swojej kadencji Pierwszy Doktor jako pierwszy poznał Daleków i Cybermenów. Załoga TARDIS-u również za jego kadencji uczestniczyła w ważnych wydarzeniach historycznych, w tym m.in. uczestnictwo w rewolucji francuskiej, obserwowanie masakry w noc św. Bartłomieja czy badanie życia mieszkańców państwa Azteków przed skolonizowaniem hiszpańskim. W historii The Dalek Invasion of Earth Doktor pozwala Susan zostać w XXII wieku wraz ze swoją miłością, Davidem Campbellem. Na miejsce Susan weszła Vicki, którą Doktor i jego towarzysze znajdują na planecie Dido.
Gdy Ian i Barbara opuszczają Doktora, na ich miejsce wchodzi przyszły pilot kosmiczny, Steven Taylor. Niedługo później Vicki również postanawia opuścić Doktora, by móc zostać z Troilusem w czasach oblężenia Troi. Doktor w tej samej historii poznaje Katarinę, która wraz z Sarą Kingdom umiera podczas wydarzeń z The Daleks' Master Plan.
W historii The Massacre of St Bartholomew's Eve do załogi TARDIS-a doszła młoda dziewczyna o imieniu Dodo Charplet. Wraz ze Stevenem wkrótce opuszcza Doktora, a na ich miejsce wchodzą sekretarka Polly i żeglarz Ben Jackson.
W ostatniej historii regularnej Doktora pt.: The Tenth Planet, on wraz z Polly i Benem lądują na Antarktydzie w 1986, gdzie po raz pierwszy Doktor ma do czynienia z Cybermanami. Po pokonaniu ich Doktor położył się w TARDIS-ie, gdzie na oczach swoich towarzyszy regeneruje się w nowe wcielenie, jakim był Drugi Doktor.

### Nieregularne występy
Pierwszy Doktor pojawił się w specjalnej historii na 10-lecie pt.: The Three Doctors. Podczas tej historii Doktor mógł poznać Drugiego i Trzeciego Doktora.
Pierwsze wcielenie Doktora występowało również w specjalnej historii na 20-lecie pt.: The Five Doctors. Wówczas wcielenie te mogło poznać starsze inkarnacje Doktora oraz przyszłych towarzyszy. W tej historii towarzyszyła mu Susan. Podczas kręcenia tej historii Richard Hurndall zastąpił Williama Hartnella, z powodu śmierci Hartnella.
Dodatkowo, w serialu jest wiele nawiązań do Pierwszego Doktora. Zazwyczaj są to wypowiedzi związane z postacią lub fotografie, tak jak to było w np.: Earthshock, Ludzka natura czy Vincent i Doktor. W odcinku Imię Doktora jest pokazana scena, w której Doktor kradnie TARDIS z Susan, a pomaga mu w tym Clara Oswald (towarzyszka jedenastego i dwunastego Doktora).

## Występy

### Telewizyjne
| Historia                                | Data premiery        | Data premiery        | Źródło            |
| Historia                                | Pierwszy odcinek     | Ostatni odcinek      | Źródło            |
| Sezon 1 (1963-64)                       | Sezon 1 (1963-64)    | Sezon 1 (1963-64)    | Sezon 1 (1963-64) |
| --------------------------------------- | -------------------- | -------------------- | ----------------- |
| An Unearthly Child                      | 23 listopada 1963    | 14 grudnia 1963      | [ 11 ] [ 29 ]     |
| The Daleks                              | 21 grudnia 1963      | 1 lutego 1964        | [ 30 ] [ 31 ]     |
| The Edge of Destruction                 | 8 lutego 1964        | 15 lutego 1964       | [ 32 ] [ 33 ]     |
| Marco Polo                              | 22 lutego 1964       | 4 kwietnia 1964      | [ 34 ] [ 35 ]     |
| The Keys of Marinus                     | 11 kwietnia 1964     | 16 maja 1964         | [ 36 ] [ 37 ]     |
| The Aztecs                              | 23 maja 1964         | 13 czerwca 1964      | [ 14 ] [ 38 ]     |
| The Sensorites                          | 20 czerwca 1964      | 1 sierpnia 1964      | [ 39 ] [ 40 ]     |
| The Reign of Terror                     | 8 sierpnia 1964      | 12 września 1964     | [ 12 ] [ 41 ]     |
| Sezon 2 (1964-65)                       |                      |                      |                   |
| Planet of Giants                        | 31 października 1964 | 14 listopada 1964    | [ 42 ] [ 43 ]     |
| The Dalek Invasion of Earth             | 21 listopada 1964    | 26 grudnia 1964      | [ 15 ] [ 44 ]     |
| The Rescue                              | 2 stycznia 1965      | 9 stycznia 1965      | [ 16 ] [ 45 ]     |
| The Romans                              | 16 stycznia 1965     | 6 lutego 1965        | [ 46 ] [ 47 ]     |
| The Web Planet                          | 13 lutego 1965       | 20 marca 1965        | [ 48 ] [ 49 ]     |
| The Crusade                             | 27 marca 1965        | 17 kwietnia 1965     | [ 50 ] [ 51 ]     |
| The Space Museum                        | 24 kwietnia 1965     | 15 maja 1965         | [ 52 ] [ 53 ]     |
| The Chase                               | 22 maja 1965         | 26 czerwca 1965      | [ 17 ] [ 54 ]     |
| The Time Meddler                        | 3 lipca 1965         | 24 lipca 1965        | [ 55 ] [ 56 ]     |
| Sezon 3 (1965-66)                       |                      |                      |                   |
| Galaxy 4                                | 11 września 1965     | 2 października 1965  | [ 57 ] [ 58 ]     |
| The Myth Makers                         | 16 października 1965 | 6 listopada 1965     | [ 18 ] [ 59 ]     |
| The Daleks Master Plan                  | 13 listopada 1965    | 29 stycznia 1966     | [ 19 ] [ 60 ]     |
| The Massacre of St Bartholomew's Eve    | 5 lutego 1966        | 26 lutego 1966       | [ 13 ] [ 61 ]     |
| The Ark                                 | 2 marca 1966         | 26 marca 1966        | [ 62 ] [ 63 ]     |
| The Celestial Toymaker                  | 2 kwietnia 1966      | 23 kwietnia 1966     | [ 64 ] [ 65 ]     |
| The Gunfighters                         | 30 kwietnia 1966     | 21 maja 1966         | [ 66 ] [ 67 ]     |
| The Savages                             | 28 maja 1966         | 18 czerwca 1966      | [ 20 ] [ 68 ]     |
| The War Machines                        | 25 czerwca 1966      | 16 lipca 1966        | [ 21 ] [ 69 ]     |
| Sezon 4 (1966-67)                       |                      |                      |                   |
| The Smugglers                           | 10 września 1966     | 1 października 1966  | [ 70 ] [ 71 ]     |
| The Tenth Planet                        | 8 października 1966  | 29 października 1966 | [ 22 ] [ 72 ]     |
| Sezon 10 (1972-73)                      |                      |                      |                   |
| The Three Doctors                       | 30 grudnia 1972      | 20 stycznia 1973     | [ 23 ] [ 73 ]     |
| Specjalny na 20-lecie istnienia serialu |                      |                      |                   |
| The Five Doctors                        | 23 listopada 1983    | 23 listopada 1983    | [ 6 ] [ 24 ]      |